# Nekràssova
Nekràssova - Некрасова (rus) - és un khútor del krai de Krasnodar, a Rússia. Es troba a la vora esquerra del riu Kirpili. És a 13 km al nord-oest de Timaixovsk i a 74 km al nord de Krasnodar.
Pertany a l'stanitsa de Rogóvskaia.